# Ordre de la Gloire nationale

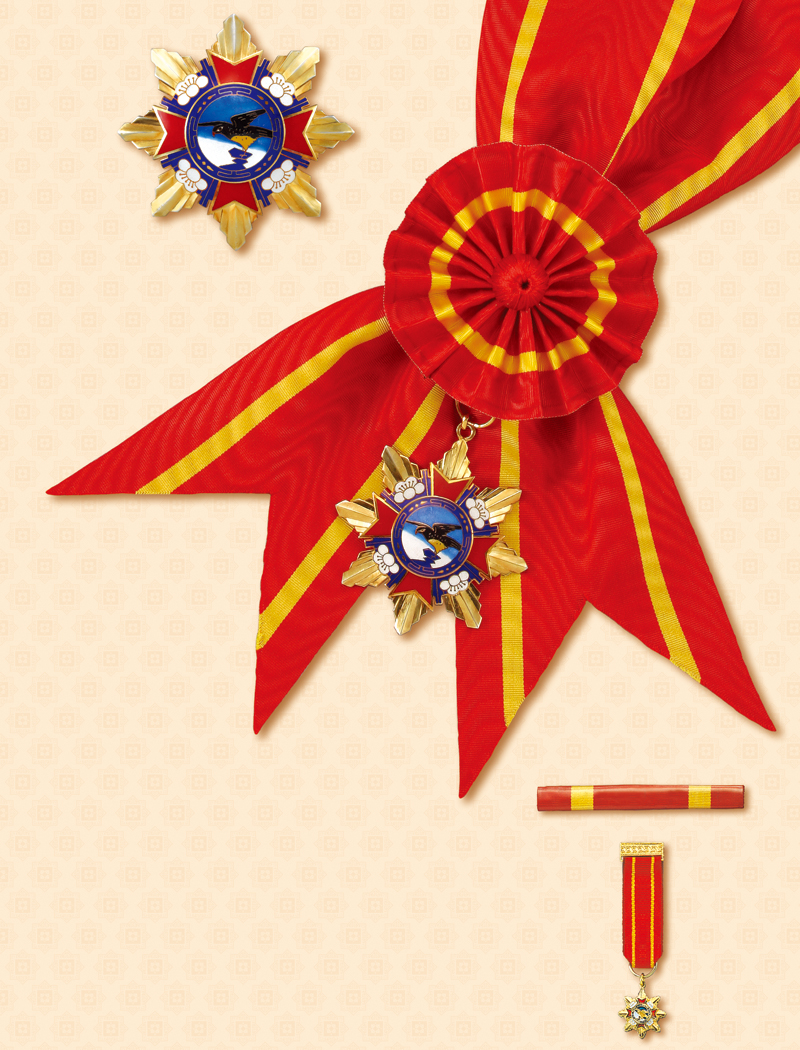
Ordre de la Gloire nationale

L'ordre de la Gloire nationale (chinois : 國 光) est la plus haute distinction militaire décernée aux forces armées de la Taïwan. Elle fut créée le 8 novembre 1937.